# Amphisternus eruptus
Amphisternus eruptus là một loài bọ cánh cứng trong họ Endomychidae. Loài này được Gorham miêu tả khoa học năm 1901.